# Macrotrachela tenuis
Macrotrachela tenuis är en hjuldjursart som beskrevs av Donner 1965. Macrotrachela tenuis ingår i släktet Macrotrachela och familjen Philodinidae. Inga underarter finns listade i Catalogue of Life.